# Strahlventilator

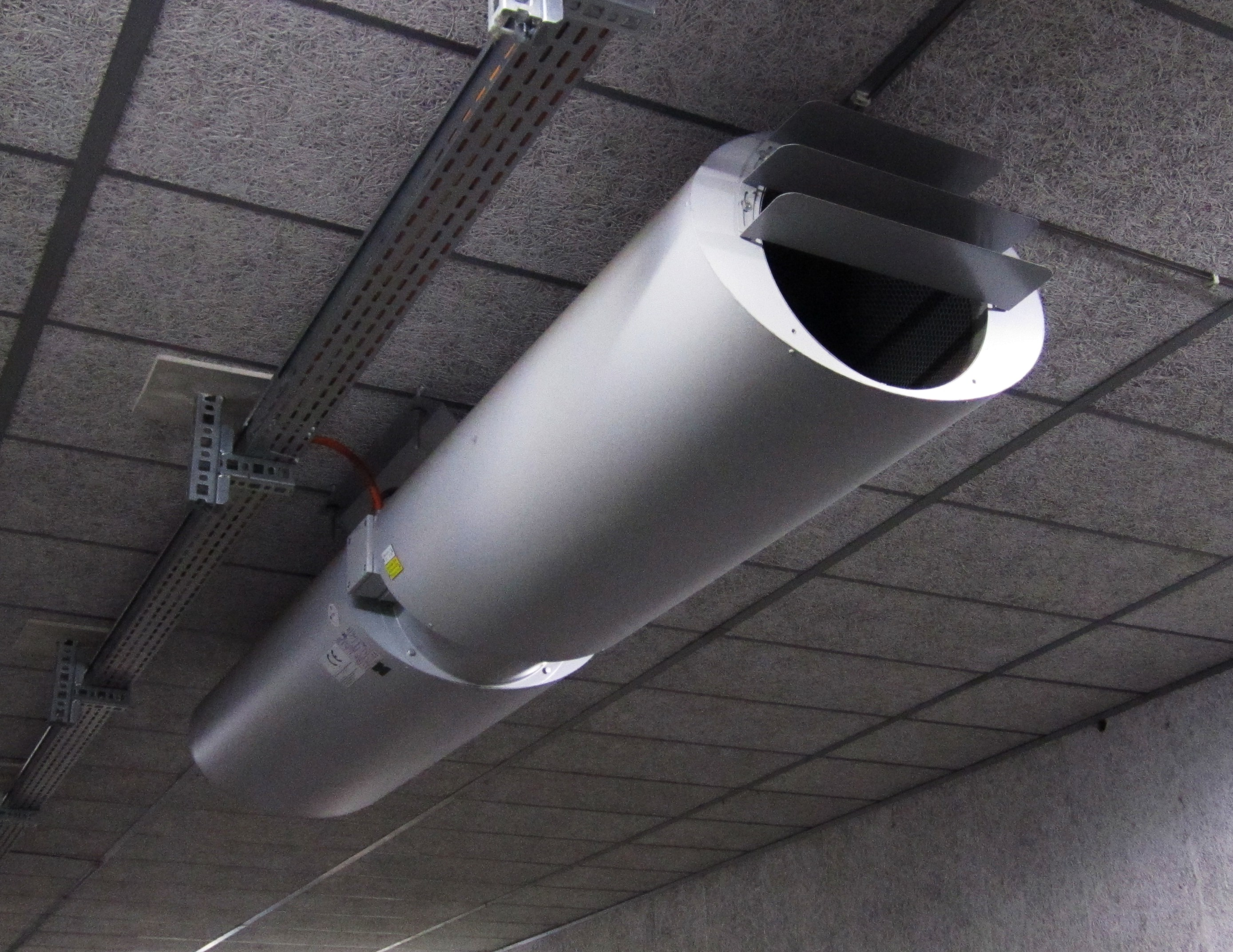
Strahlventilator in einem Parkhaus

Ein Strahlventilator (auch Strahlgebläse oder Strahllüfter) dient zur Belüftung von Tunneln, Unterführungen und Parkhäusern/Tiefgaragen, indem er einen natürlichen oder durch durchfahrende Kraftfahrzeuge erzeugten Luftzug verstärkt. Strahlventilatoren werden in Europa seit Anfang der 1960er Jahre eingesetzt.

## Aufbau und Funktion
Ein Strahlventilator besteht im Wesentlichen aus einer länglichen Röhre, in deren Mitte ein elektrisch angetriebener Ventilator arbeitet. Der ausgestoßene Luftstrom reißt die umgebende Luft im Tunnelquerschnitt mit und sorgt somit für eine Bewegung der gesamten Luftsäule in einer Tunnelröhre. Oft lassen sich die Ventilatoren in ihrer Strömungsrichtung umkehren, um wechselnder Fahrtrichtung oder einem natürlichen Luftzug entsprechen zu können. Meist werden mehrere Strahlventilatoren nebeneinander und in regelmäßigen Abständen eingesetzt, um die erforderliche Luftaustauschrate gewährleisten zu können. Die Einlass- und Ausstoßröhren sind als Schalldämpfer ausgeführt.